# Jean De Bie
Jean De Bie (Uccle, 9 maggio 1892 – Bruxelles, 30 aprile 1961) è stato un calciatore belga.

## Carriera

### Club
In carriera, De Bie giocò per il Racing de Bruxelles nel ruolo di portiere, disputando 226 partite nella prima divisione belga.

### Nazionale
Con la Nazionale belga, De Bie divenne campione olimpico nel 1920 e prese parte al primo campionato mondiale all'età di 38 anni.

## Palmarès

### Nazionale
- Oro olimpico: 1

Anversa 1920